# Március 31.
Március 31. az év 90. (szökőévben 91.) napja a Gergely-naptár szerint. Az évből még 275 nap van hátra.
Névnapok: Árpád + Akács, Ákos, Balbina, Benő, Benjámin, Benjamina, Béni, Gujdó, Jelek, Johanna, Kornélia, Üllő, Zsanka, Zsanna

## Események

### Politikai események
- 1241 – A tatárok megszállják Erdélyt.[1]
- 1261 – IV. Béla és V. István magyar királyok Bécsben békét kötnek II. Ottokár cseh királlyal. Ebben lemondanak a Stájerország iránti igényükről.
- 1387 – Luxemburgi Zsigmondot Himházi Benedek veszprémi püspök Székesfehérvárott magyar királlyá koronázza.
- 1854 – A japánok Matthew C. Perry amerikai tengerésztiszt nyomására megkötik a kanagavai egyezményt.
- 1940 – Horthy Miklós kormányzó fiát, Horthy Istvánt kinevezik a MÁV elnökévé.

### Tudományos és gazdasági események
- 1889 – Befejezik az Eiffel-torony harmadik, utolsó szintjét Párizsban.
- 1901 – A Daimler Motor bemutatja új autómodelljét Nizzában, melyet a megrendelő (Jellinek) leányáról Mercedesnek neveztek el.
- 1909 – A Titanic gőzhajót elkezdik építeni az írországi Belfastban.
- 1970 – 12 év Föld körüli keringés után a Csendes-óceánba csapódik az USA első műholdja, az Explorer–1.
- 1987 – A Szovjetunióban fellövik a Mir űrállomás csillagászati modulját, a Kvant–1-et.
- 2005 – Michael Brown és csapata felfedezi a Makemake nevű törpebolygót.

### Sportesemények
Formula–1
- 1996 –  brazil nagydíj, Interlagos - Győztes: Damon Hill  (Williams Renault)
- 2002 –  brazil nagydíj, Interlagos - Győztes: Michael Schumacher  (Ferrari)

### Egyéb események
- 1977 – Ezen a napon lett kötelező Magyarországon a biztonsági öv használata.
- 2019 – Ezen a napon megszűnt az Echo TV és beolvadt a Hír TV-be.

## Születések
- 1499 – IV. Piusz pápa (szül: Giovanni Angelo Medici) († 1565)
- 1519 – II. Henrik francia király († 1559)
- 1596 – René Descartes francia matematikus, filozófus, természettudós, író († 1650)
- 1685 – Johann Sebastian Bach német zeneszerző († 1750)
- 1730 – Étienne Bézout francia matematikus († 1783)
- 1732 – Joseph Haydn osztrák zeneszerző († 1809)
- 1805 – Holländer Leó honvédtiszt, éremgyűjtő († 1887)
- 1811 – Robert Wilhelm Bunsen német vegyész († 1899)
- 1813 – Guyon Richárd honvéd tábornok († 1856)
- 1836 – Ágai Adolf humorista és lapszerkesztő, tanult orvos, a Kisfaludy Társaság tagja († 1916)
- 1844 – Oskar Boettger német zoológus († 1910)
- 1848 – Diederik Korteweg holland matematikus († 1941)
- 1888 – Fitz József magyar könyvtáros, nyomdászattörténész († 1964)
- 1890 – Sir William Lawrence Bragg Nobel-díjas angol fizikus († 1971)
- 1900 – Szabó Lőrinc Kossuth-díjas magyar költő († 1957)
- 1906 – Tomonaga Sinicsiró japán fizikus, a kvantum-elektrodinamika egyik atyja, Nobel-díjas († 1979)
- 1914 – Octavio Paz Nobel-díjas mexikói író († 1998)
- 1917 – Varga D. József magyar színész († 1976)
- 1917 – Müller Antal római katolikus pap, érseki tanácsos († 1991)
- 1921 – Yves de Daruvar magyar származású francia katonatiszt, köztisztviselő, a francia ellenállás közismert alakja († 2018)
- 1923 – Gerbár Tibor Jászai Mari-díjas magyar színész, érdemes művész, a debreceni Csokonai Színház örökös tagja († 1995)
- 1923 – Kameniczky József gépészmérnök, fegyvertervező († 1997)
- 1925 – Fodor Teréz magyar színésznő
- 1927 – Vlagyimir Szergejevics Iljusin szovjet berepülőpilóta († 2010)
- 1930 – Gáll András romániai magyar író, újságíró, publicista
- 1932 – John Jakes amerikai író († 2023)
- 1934 – Carlo Rubbia Nobel-díjas olasz fizikus
- 1934 – Fábián József magyar színész († 1991)
- 1934 – Richard Chamberlain háromszoros Golden Globe-díjas amerikai színész († 2025)
- 1935 – Herb Alpert amerikai trombitás, zeneszerző, producer
- 1943 – Christopher Walken Oscar-díjas amerikai színész
- 1947 – Augustin Banyaga ruandai születésű amerikai matematikus
- 1947 – Bozai József magyar rádióbemondó, televíziós műsorvezető
- 1948 – Rhea Perlman amerikai színésznő
- 1948 – Al Gore (Albert Arnold Gore), amerikai politikus, alelnök, üzletember és Nobel-békedíjas környezetvédelmi aktivista
- 1949 – Kárpáti Tibor magyar színész († 2011)
- 1952 – Vanessa del Rio (sz. Ana Maria Sánchez) amerikai pornószínésznő
- 1954 – Gulyás Dénes Kossuth-díjas magyar operaénekes, tenor
- 1955 – Angus Young ausztrál zenész, az „AC/DC” együttes szólógitárosa
- 1956 – Kevin Cogan amerikai autóversenyző
- 1957 – Janisch Attila magyar filmrendező
- 1957 – Kaszás Géza magyar színész
- 1960 – Rózsa-Flores Eduardo forradalmár, aktivista, író, költő, publicista, színész († 2009)
- 1961 – Mácsai Pál Kossuth-díjas magyar színész, rendező, színigazgató
- 1964 – Volf Katalin Kossuth-díjas és Liszt Ferenc-díjas magyar táncművész, balettművész
- 1965 – William McNamara amerikai színész
- 1966 – Horváth Ákos magyar fizikus
- 1971 – Ewan McGregor Golden Globe-díjas skót színész
- 1972 – Szűcs Nelli Jászai Mari-díjas magyar színésznő, érdemes és kiváló művész
- 1972 – Facundo Arana argentin színész
- 1973 – Holcz Gábor magyar bűvész, illuzionista, mentalista, tréner, bűvésztanár
- 1975 – Tánczos Adrienn magyar színésznő
- 1975 – Tittus Steel román pornószínész
- 1978 – Tony Yayo hiphop előadó, a G-Unit tagja
- 1982 – Alois Dansou benini úszó
- 1983 – Karel Zelenka olasz műkorcsolyázó
- 1984 – Zubai Szabolcs magyar kézilabdázó
- 1984 – Martins Dukurs lett szkeletonos
- 1986 – Benjamin Swain angol műugró
- 1987 – Nordin Amrabat marokkói születésű holland labdarúgó
- 1991 – Jan Šebek[2] cseh labdarúgó
- 1992 – Atlanta Noo De Cadenet Taylor – angol modell, divatikon, DJ
- 1992 – Olasz Renátó magyar színész, rendező

## Halálozások
- 1547 – I. Ferenc francia király, egy ideig Milánó hercege (* 1494)
- 1621 – III. Fülöp spanyol király (* 1578)
- 1631 – John Donne angol költő, a metafizikus költészet legkiemelkedőbb egyénisége (* 1572)
- 1703 – Johann Christoph Bach német zeneszerző, Heinrich Bach fia (* 1642)
- 1855 – Charlotte Brontë angol regényíró (* 1816)
- 1876 – Antoine Jérôme Balard francia vegyész, a bróm felfedezője (* 1802)
- 1891 – Jendrassik Jenő fiziológus, biofizikus, az MTA tagja (* 1824)
- 1900 – Ellen Fries svéd történetírónő (* 1855)
- 1914 – Christian Morgenstern német költő (* 1871)
- 1917 – Emil von Behring német bakteriológus, őt tekintik az immunológia megalapítójának (* 1854)
- 1948 – Egon Erwin Kisch cseh származású, német nyelvű újságíró, a modern oknyomozó újságírás első évtizedeinek egyik legnagyobb alakja (* 1885)
- 1952 – Walter Schellenberg német tábornok, a náci Németország katonai hírszerzési hivatalának vezetője (* 1910)
- 1961 – Paul Landowski, lengyel-francia szobrász (* 1875)
- 1967 – Rogyion Jakovlevics Malinovszkij Szovjetunió Marsallja (* 1898)
- 1977 – Csallány Dezső magyar régész (* 1903)
- 1980 – Jesse Owens afro-amerikai atléta, olimpiai futóbajnok, polgárjogi vezető (* 1913)
- 1985 – Major Pál magyar színész érdemes művész (* 1927)
- 1991 – Pákozdi János Jászai Mari-díjas magyar színész, érdemes művész (* 1928)
- 1993 – Brandon Lee amerikai színész (* 1965)
- 1993 – Horváth Ferenc Jászai Mari-díjas magyar színész, színigazgató, főiskolai tanár, érdemes és kiváló művész (* 1913)
- 1994 – Keleti István magyar színházi rendező, dramaturg, színigazgató, érdemes művész (* 1927)
- 1995 – Madeleine Sologne (sz. Madeleine Simone Vouillon) francia színésznő (* 1912)
- 1997 – Friedrich Hund német fizikus, akit az atomok és molekulák tanulmányozása terén elért eredményei tettek ismertté (* 1896)
- 2001 – Vayer Lajos magyar művészettörténész, az MTA tagja (* 1913)
- 2001 – Záray Márta kétszeres EMeRTon-díjas magyar énekesnő (* 1926)
- 2011 – Claudia Heill olimpiai ezüstérmes osztrák cselgáncsozó (* 1982)
- 2011 – Payer András magyar énekes, zeneszerző (* 1941)
- 2016 – Kertész Imre Nobel- és Kossuth-díjas magyar író, műfordító (* 1929)
- 2016 – Biszku Béla szerszámlakatos, keményvonalas kommunista politikus, belügyminiszter (* 1921)
- 2021 – Lénárt István magyar gyártásvezető-gyártásszervező, színész, a Magyar Televízió örökös tagja (* 1921)
- 2025 – Urbán Gyula magyar író, költő, bábrendező (* 1938)

## Nemzeti ünnepek, emléknapok, világnapok
- Málta: a brit gyarmatosítás alóli felszabadulás napja, az utolsó brit katona távozása. (1979)
- Transznemű Láthatóság Napja
- Tapolca Város napja